# Rue Charlemagne
Pour les articles homonymes, voir Charlemagne (homonymie).

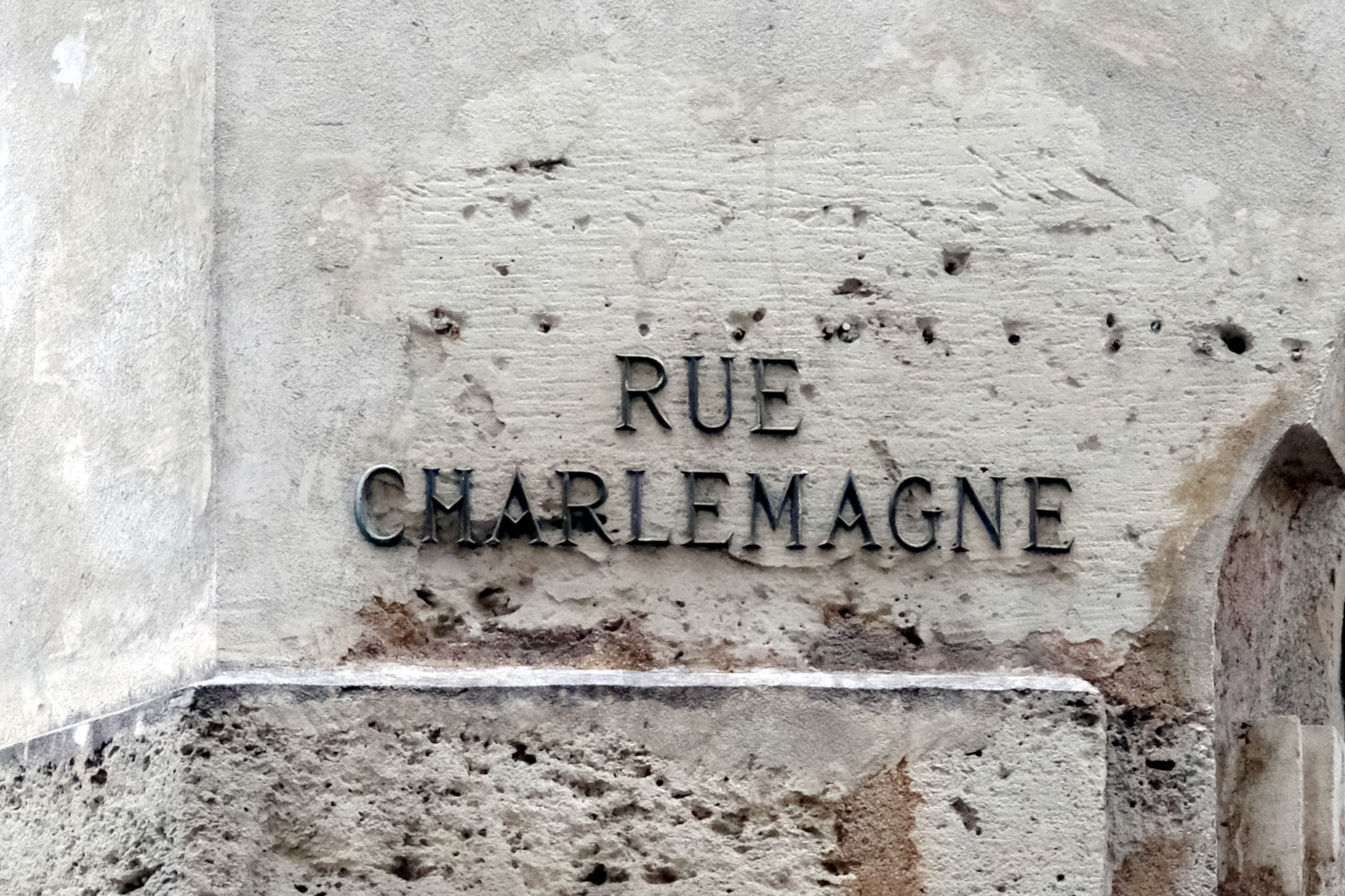
Indication non standard du nom de la rue.

La rue Charlemagne est une rue ancienne du 4e arrondissement de Paris. Elle est située dans le quartier Saint-Gervais (14e quartier administratif de Paris) près du quartier Saint-Paul.

## Situation et accès
La rue Charlemagne, d'une longueur de 236 mètres, est située dans le 4e arrondissement, quartier Saint-Gervais, et commence au 31, rue Saint-Paul et finit au 2, rue de Fourcy et au 14, rue des Nonnains-d'Hyères.
Le quartier est desservi par la ligne 1 à la station Saint-Paul.

## Origine du nom

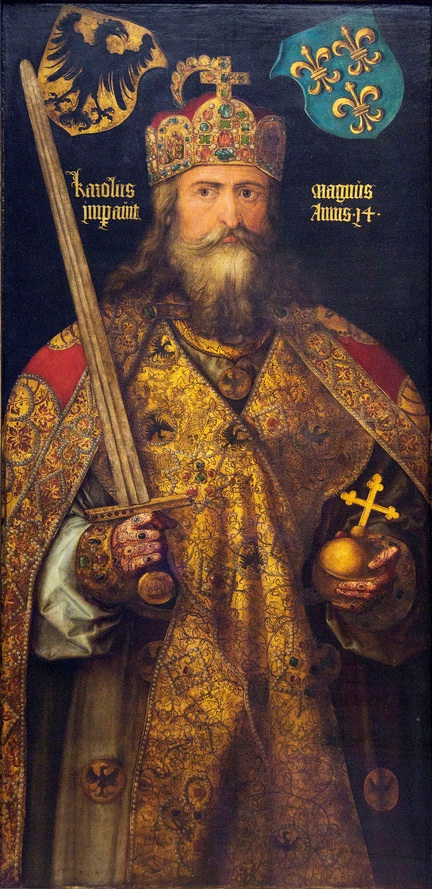
Portrait imaginaire de Charlemagne par Albrecht Dürer.

Elle porte le nom de Charlemagne, roi des Francs et empereur, qui a créé la dynastie des Carolingiens.

## Historique
Dans la partie qui avoisinait le mur d'enceinte de Philippe Auguste, cette voie publique était confondue avec la rue de Jouy, dont elle faisait la prolongation.
On l'appelait aussi « rue de la Fausse-Poterne-Saint-Paul », parce qu'elle aboutissait à une fausse porte de l'enceinte de Philippe Auguste. L'extrémité de cette rue se nommait « rue de l'Archet-Saint-Paul ».
Elle est citée dans Le Dit des rues de Paris, de Guillot de Paris, sous le nom de « rue des Poulies-Saint-Pou ».
Elle est citée sous le nom de « rue des Prestres » dans un manuscrit de 1636 ou le procès-verbal de visite indique qu'elle est « trouvée orde, salle et pleine de boues et immundices ». 
Elle prit par la suite le nom de « rue des Prêtres-Saint-Paul », du fait que la plupart des prêtres de l'église Saint-Paul y demeuraient.

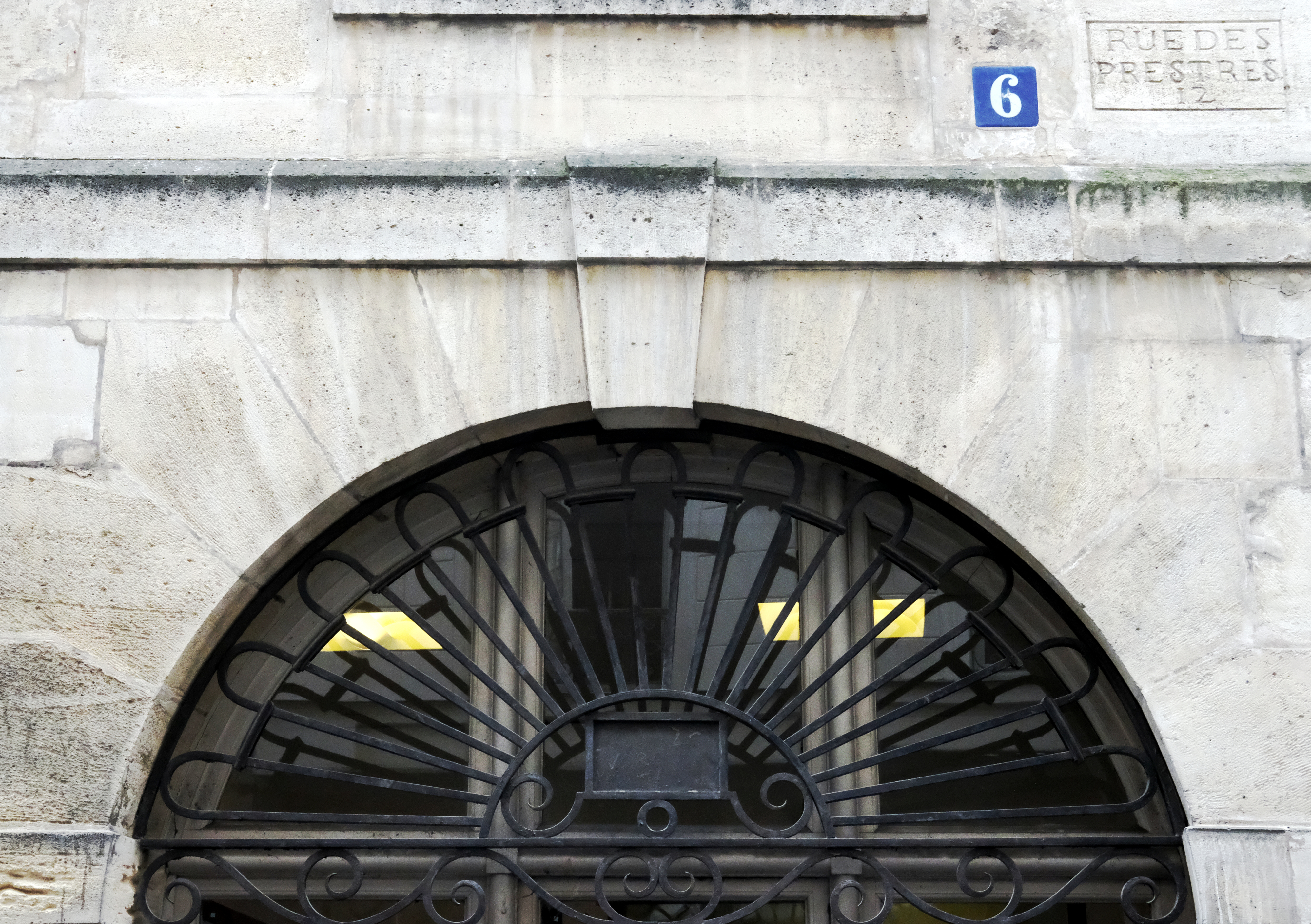
L'ancien nom de la rue , Rue des prestres, encore gravé au n°6.
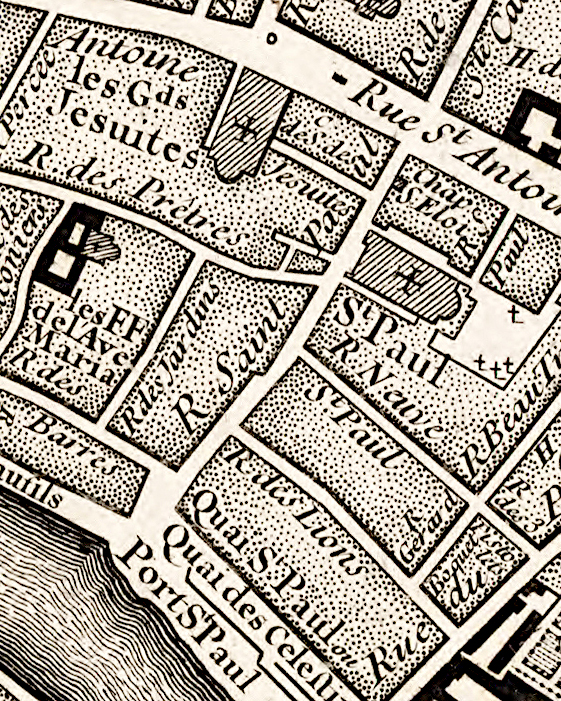
La rue, alors appelée rue des Prêtres, en 1730 (plan de Roussel).

Une décision ministérielle du 8 prairial an VII (27 mai 1799) signée François de Neufchâteau fixe la largeur de cette voie publique à 7 mètres. Cette largeur est portée à 10 mètres, en vertu d'une ordonnance royale du 6 mars 1828.

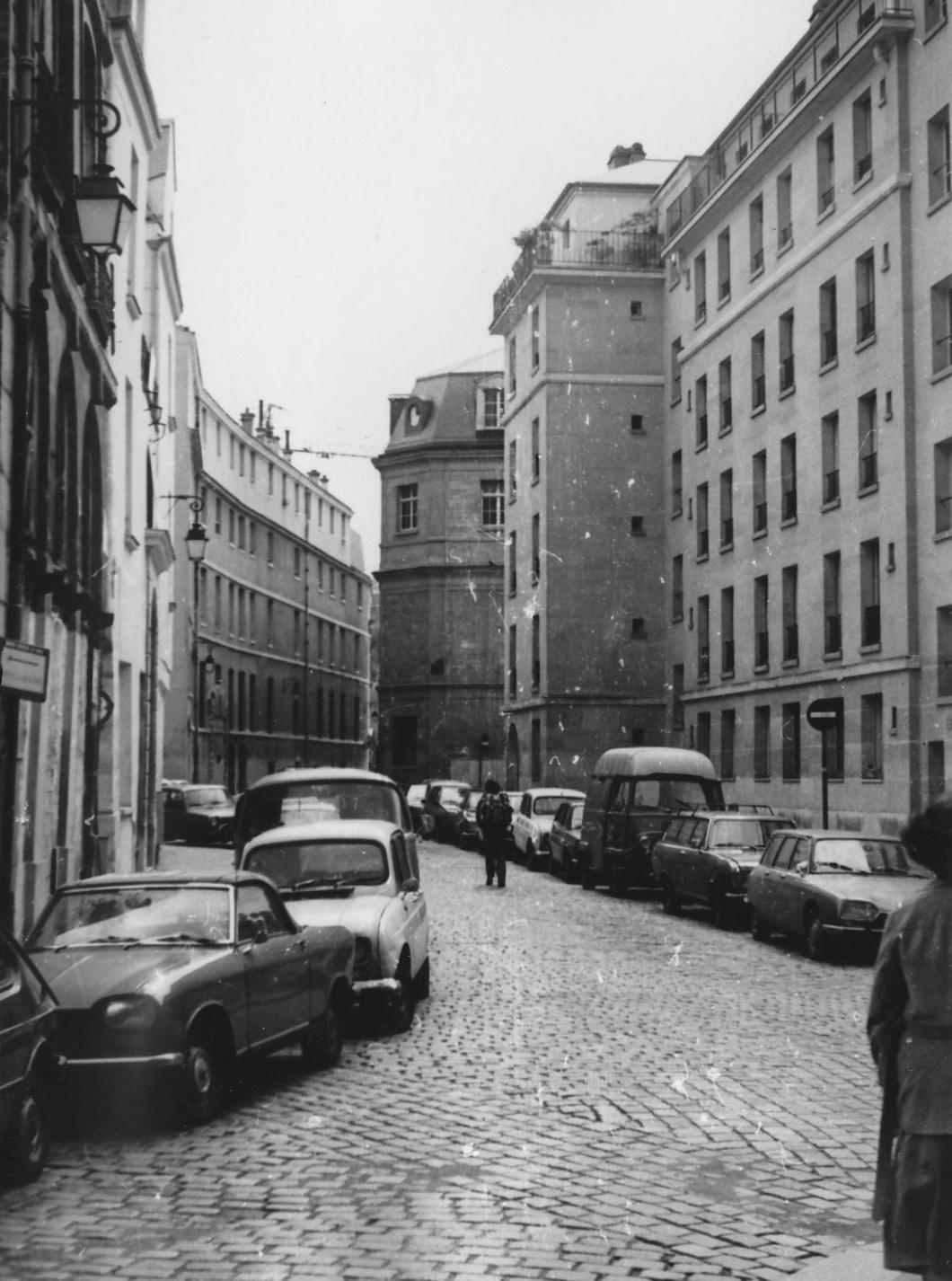
La rue Charlemagne, en 1981, après la rénovation de l'îlot insalubre n°16 (à droite).

Au XIXe siècle, cette rue, alors appelée « rue des Prêtres-Saint-Paul », d'une longueur de 171 mètres, qui était située dans l'ancien 9e arrondissement, quartier de l'Arsenal, commençait aux 31-33, rue Saint-Paul et finissait au 2, rue de Fourcy et au 26, rue des Nonnaindières.
Les numéros de la rue étaient rouges. Le dernier numéro impair était le no 23 et le dernier numéro pair était le no 30.
Par ordonnance royale du 5 août 1844, la rue des Prêtres-Saint-Paul prend le nom de « rue Charlemagne ».
Le 12 avril 1918, durant la Première Guerre mondiale, le no 5 rue Charlemagne et le lycée sont touchés lors d'un raid effectué par des avions allemands.
La rue comprise dans le périmètre de l'îlot insalubre n° 16 est touchée par cette opération de rénovation urbaine des années 1940 et 1950 sur sa rive nord (numéros impairs) :  les maisons des nos 9 à 13 sont démolies, également celles des  nos 19 à 23 à l'emplacement desquelles un immeuble est construit en recul de l'ancien alignement (pour élargir ce tronçon) et l'immeuble du nos 25 est restauré.

## Bâtiments remarquables et lieux de mémoire
- No 8 : maison dans laquelle mourut François Rabelais, le 14 mars 1553[4].
- Nos 9 et 15 : restes de l’enceinte de Philippe Auguste[5].

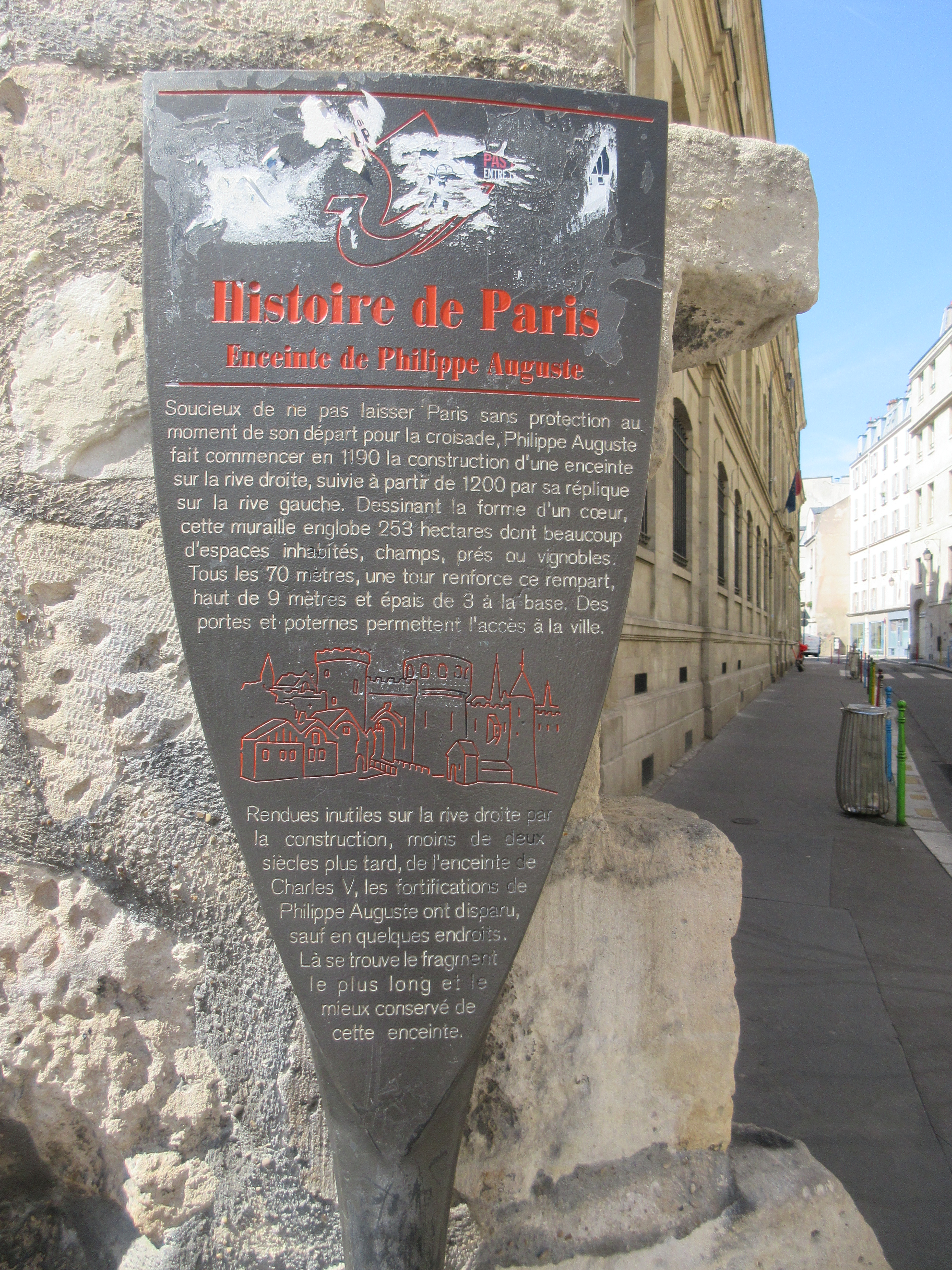
Panneau Histoire de Paris « Enceinte de Philippe Auguste ».
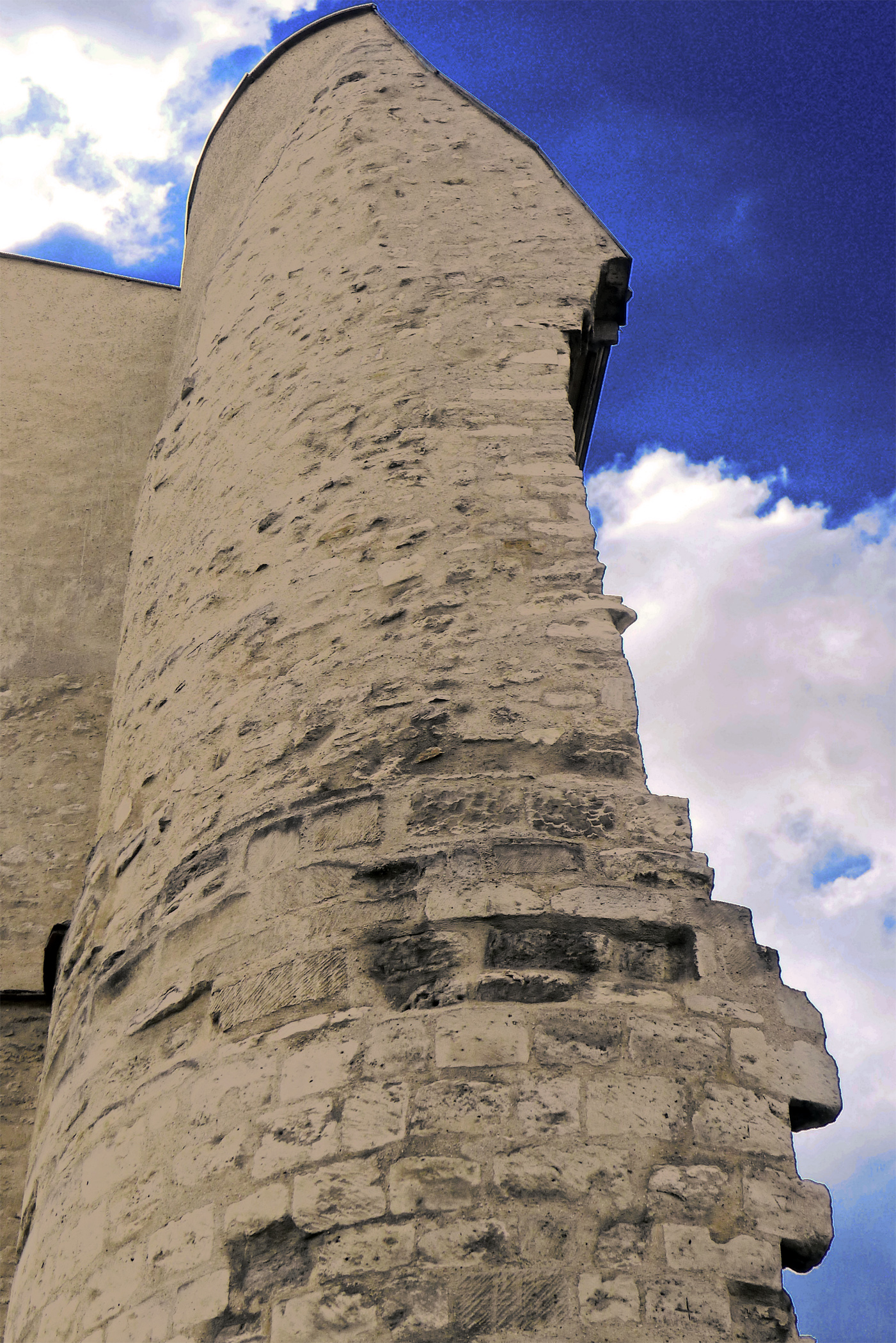
Vestiges d'une tour de l'ancienne enceinte de Philippe Auguste, dite tour Montgomery.
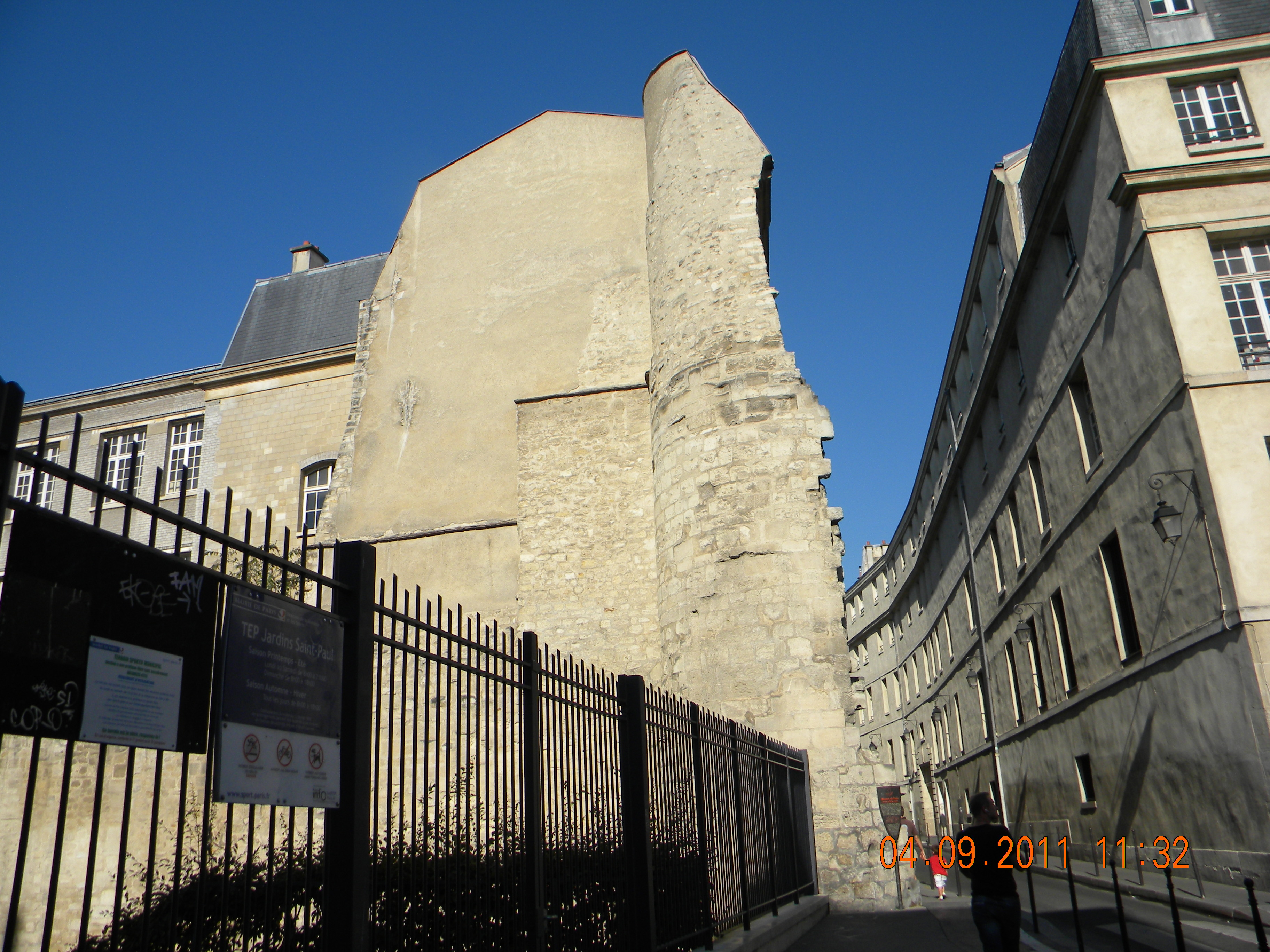
Les ruines du château Saint-Paul.

- Nos 13 et 14 : le lycée Charlemagne (les plafonds de l'escalier d'honneur et de la bibliothèque sont décorés de peintures murales ainsi que certaines parties du bâtiment)[6].

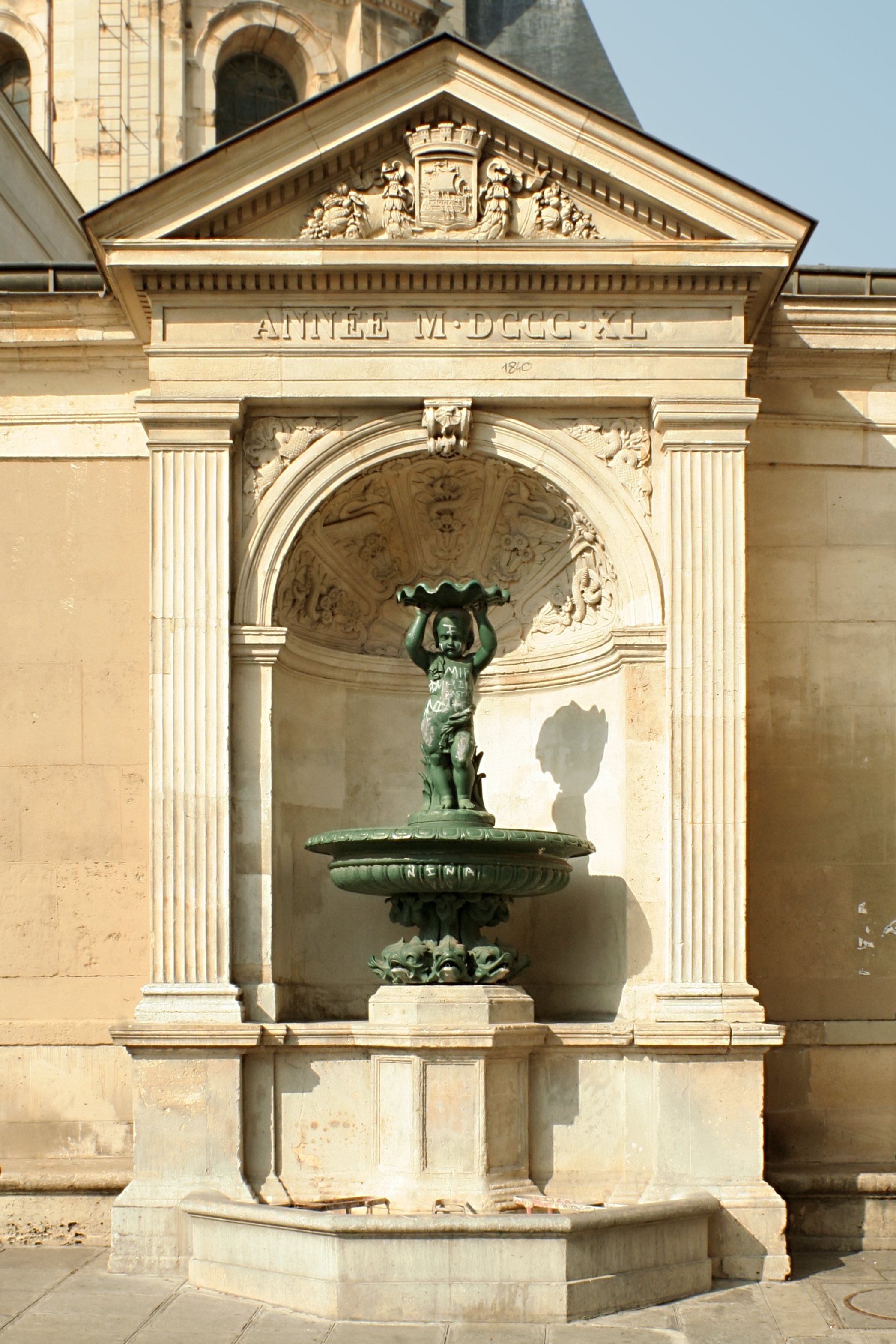
Fontaine de la rue Charlemagne.
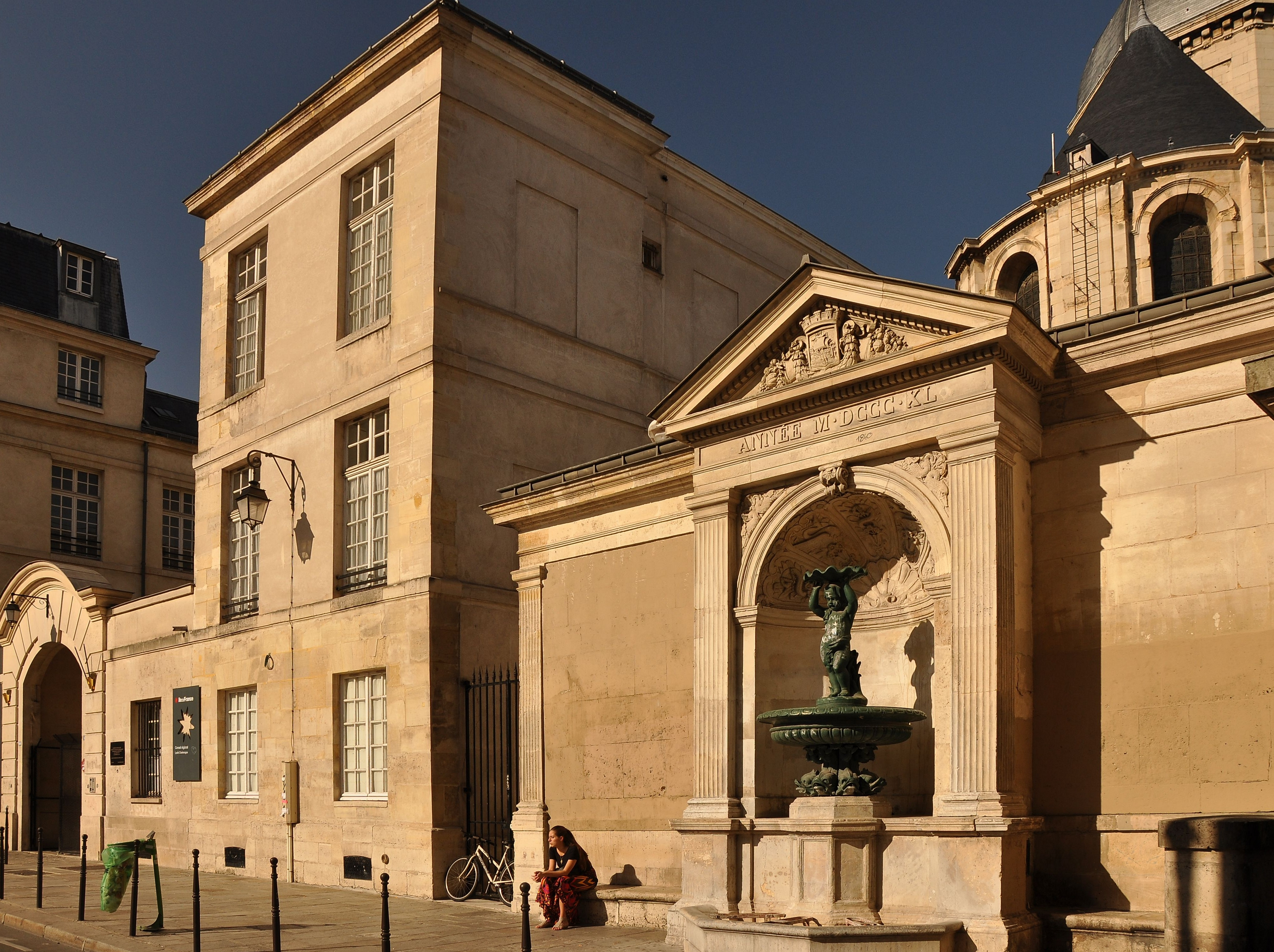
Lycée Charlemagne.
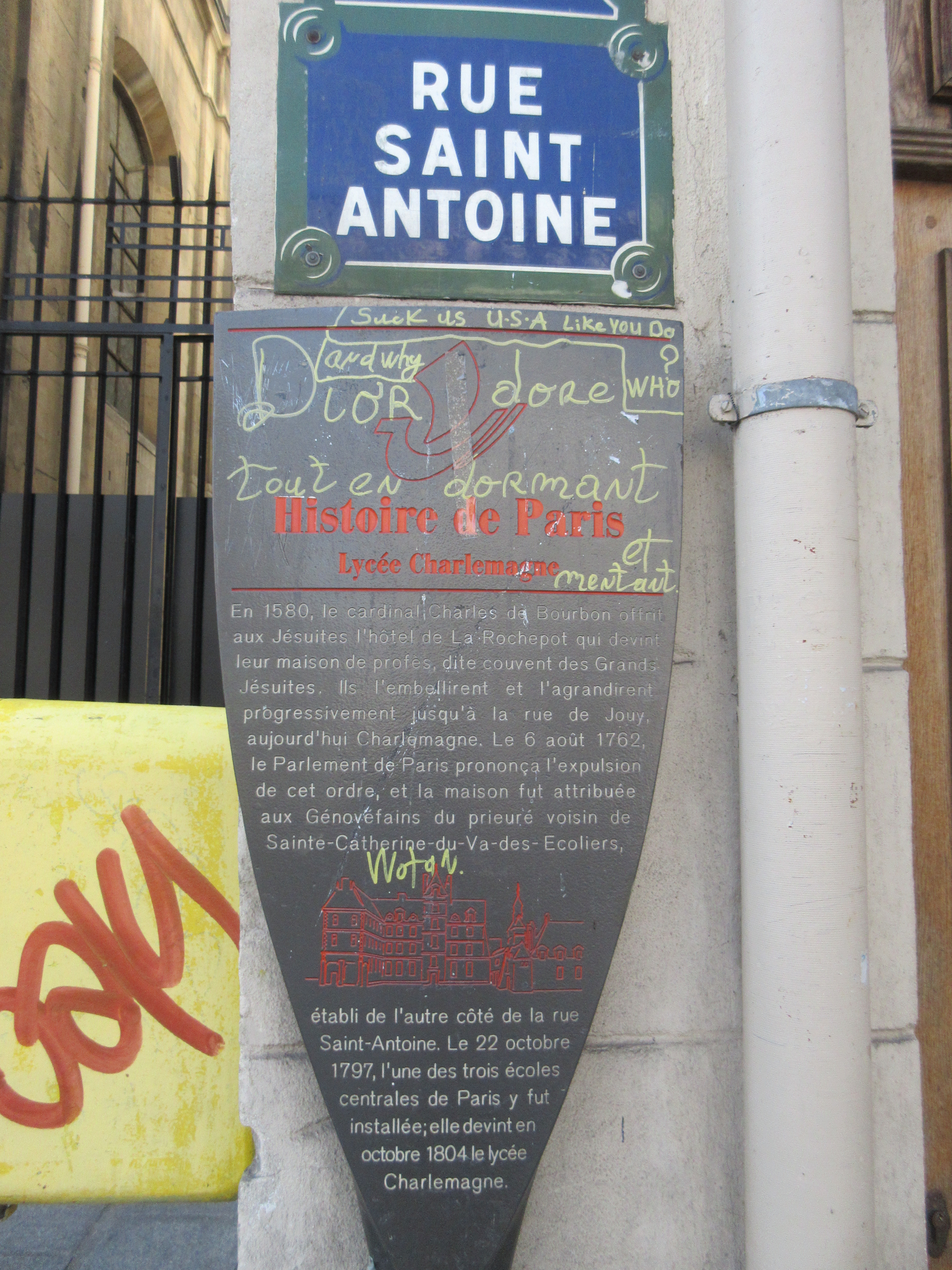
Panneau Histoire de Paris « Lycée Charlemagne »

- No 16 : emplacement de l'ancien hôtel du prévôt démoli en 1908. Les éditions Allia y sont situées.
- No 16 : en 1957, Georges Perec partagea, au deuxième étage de cet immeuble, un appartement avec quelques amis (Raoul Levy, Isidore Bernhart, Marc Semtov). Plusieurs passages de son roman, La Vie mode d'emploi, sont inspirés de cette époque.
- No 18 : hôtel du président de Châteaugiron, bâti sous Louis XIV. Anciennes inscriptions de rue à l'angle.

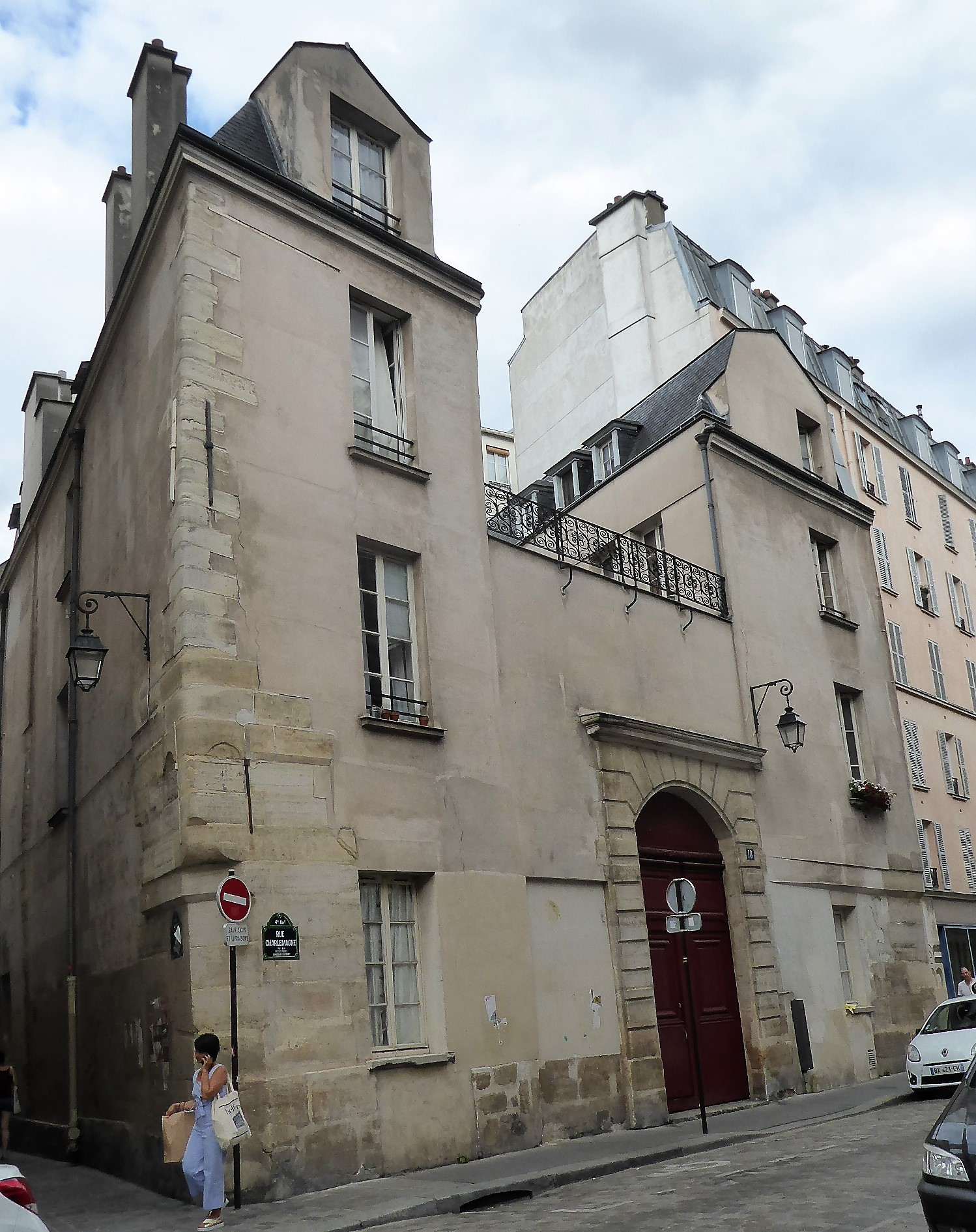
18, rue Charlemagne Hôtel du Président de Châteaugiron.
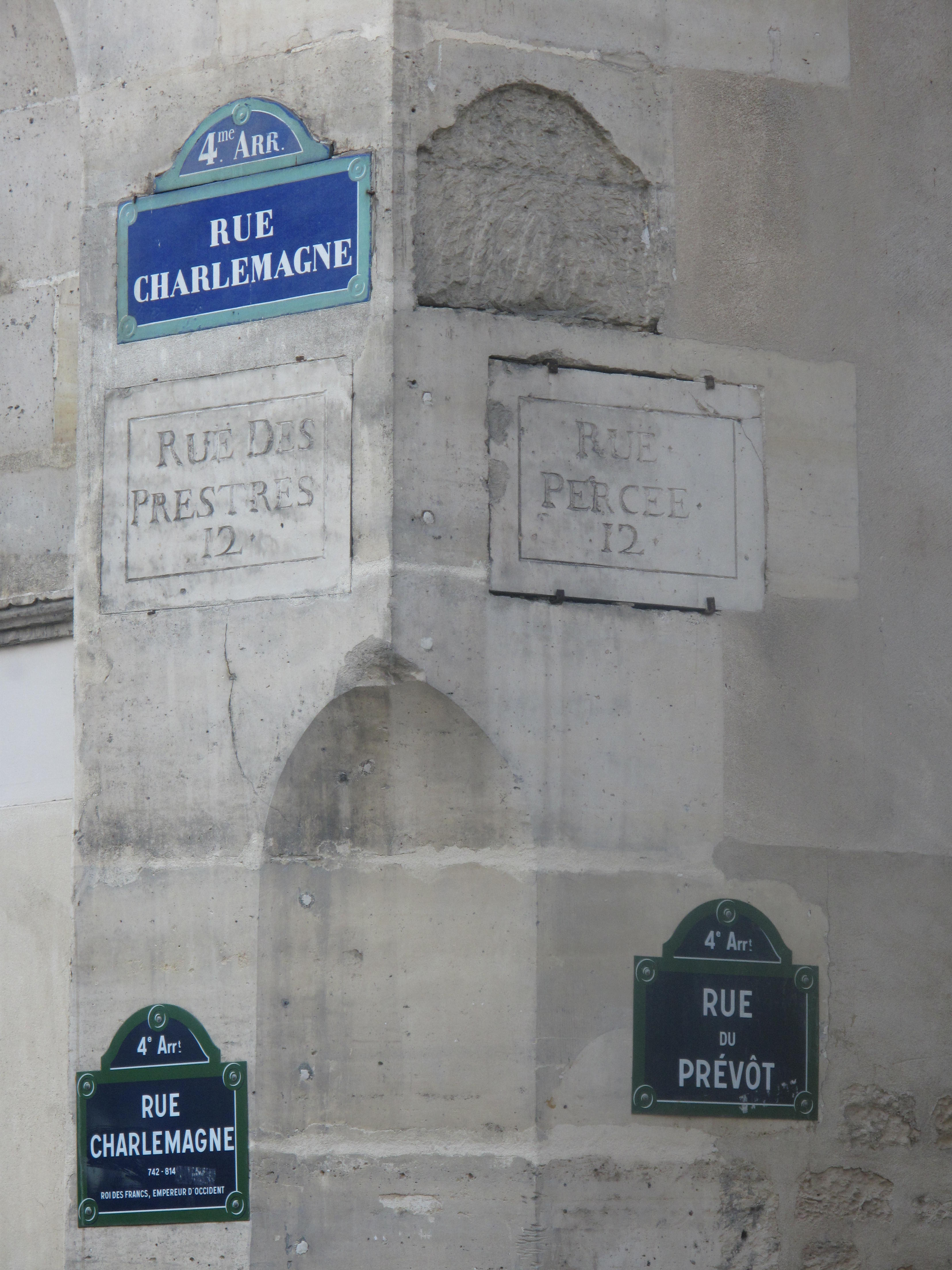
Ancien nom de la rue Charlemagne.

- Nos 19, 21 et 23 : immeuble d'habitations construit en 1956 pour la Société d'HLM de Paris et sa région par l'architecte Robert Danis dans le cadre de l'aménagement de l'îlot insalubre no 16.
- No 20 : hôtel Lecamus édifié en 1746 par l'architecte Dubuisson, qui fait partie du MIJE (Maisons internationales de la jeunesse et des étudiants).

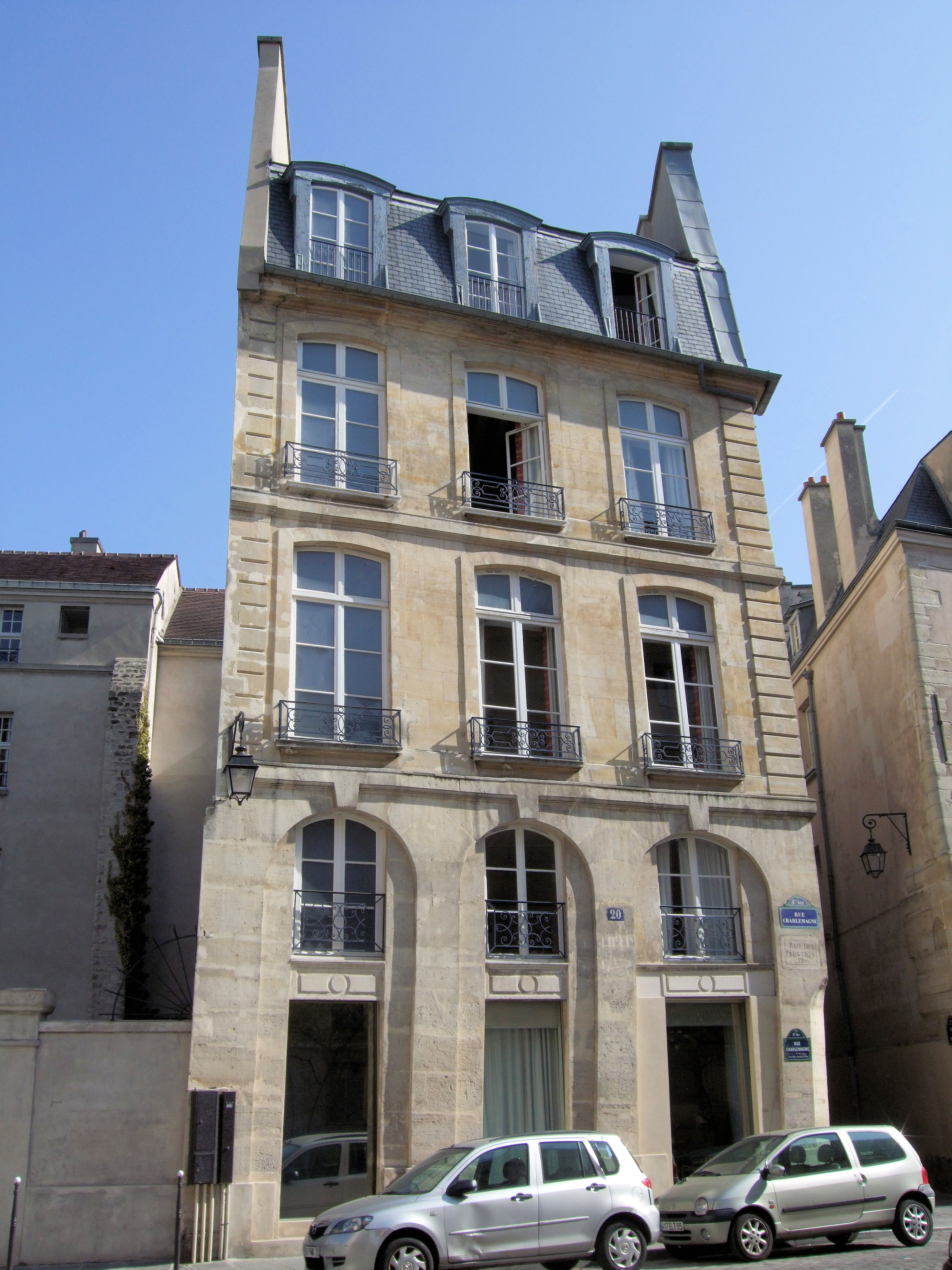
20 Rue Charlemagne – Hôtel Le Camus.

- No 25 : la maison du « Château-Frileux » qui appartenait en 1417 au bourgeois Lorens de Rolempont est reconstruite en 1755 par l'architecte Pierre-Henri de Saint-Martin et l'entrepreneur Barthélémy Bourdet. Elle était destinée comme annexe de l’hôpital des Quinze-Vingts[7]. Sa façade est restaurée en 1951 par l'architecte Birr dans le cadre de l'aménagement de l'îlot insalubre n° 16[8].
Dans les années 2000 y était apposée une plaque commémorative fantaisiste : « Cette plaque a été posée le 19 décembre 1953 »[9],[10].

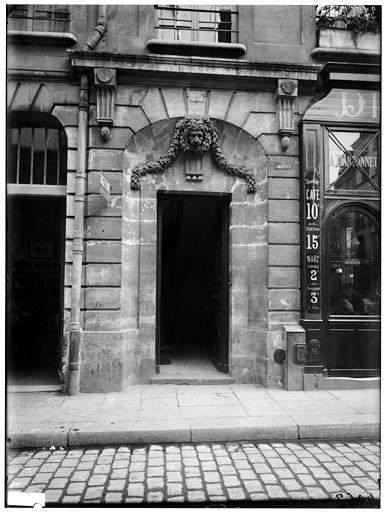
Porte de la maison du Château-Frileux.